# София Венгерская (монахиня)
София Венгерская (венг. Zsófia) ― старшая из двух дочерей венгерского короля Белы II. Она была помолвлена с Генрихом Беренгаром, сыном Конрада III. Умерла монахиней, пребывая в бенедиктинском аббатстве Адмонт, что находится в Австрии.

## Жизнь
София, будучи первой дочерью короля Белы II и Илоны Сербской, родилась около 1135 года. Впервые упоминается в хрониках в 1139 году, когда её отец обручил её с Генрихом, старший сын короля Конрада III (правил в 1138―1152). Вскоре после этого София из Венгрии отправилась в Священную Римскую империю, где она, вероятно, изучала немецкий язык и придворные обычаи в подготовке к бракосочетанию. Однако вскоре Генрих умер и ей так и не суждено было выйти за него замуж.
Её отец, Бела Слепой, умер в 1141 году, и отношения между его преемником, Гезой II, и Конрадом III становились всё более напряженными в течение следующих лет. В середине 1140-х годов, Конрад даже некоторое время поддерживал Борис Коломановича, который был соперником в борьбе за власть и претендентом на венгерский престол. В этой напряженной обстановке планы о браке между Софией и Генрихом были отметены. Однако, София продолжала находиться в немецком королевстве, где она прожила ещё в течение последних нескольких лет. Вскоре она стала монахиней в монастыре Адмонт (ныне находится в Австрии).
По словам Герборда Михельсбергского, который написал в 1159 году одно письмо, София к тому времени уже проживала в монастыре Адмонт, когда её помолвка была расторгнута. Конрад III послал её в монастырь сразу после того, как она покинула Венгрию, потому что хотел, чтобы она была воспитана в аббатстве до того, как она и Генрих повзрослеют, чтобы жениться. Когда стало ясно, что брак никогда не состоится, её брат Геза II отправил послов в Адмонт, чтобы вернуть её в Венгрию. Однако София не пожелала уходить, настаивая вместо этого на том, чтобы остаться в монастыре как монахиня. Геза начал строить планы о том, чтобы повести армию в Австрию и взять её силой. Позже, однако, он решил отправить дипломатическую миссию для ведения переговоров о возвращении. Аббат Адмонта дал Софие выбор: остаться или уехать. Ещё раз она подтвердила своё желание стать монахиней, и Геза II, наконец, разрешил ей остаться в аббатстве.